# David Turner
Pour les articles homonymes, voir Turner.
David Turner, né le 23 septembre 1923 à Oakland (Californie) et mort le 26 juin 2015 à Jacksonville (Floride), est un rameur d'aviron américain. 

## Carrière
David Turner participe aux Jeux olympiques de 1948 à Londres et remporte la médaille d'or en huit, avec son frère Ian Turner, Ralph Purchase, James Hardy, George Ahlgren, Lloyd Butler, David Brown, Justus Smith et John Stack.